# ستراگاری
ستراگاری (به صربی: Stragari) یک منطقهٔ مسکونی در صربستان است که در شومادئیا و صربستان غربی واقع شده‌است.